# Trichosalpinx montana
Trichosalpinx montana är en orkidéart som först beskrevs av João Barbosa Rodrigues, och fick sitt nu gällande namn av Carlyle August Luer. Trichosalpinx montana ingår i släktet Trichosalpinx och familjen orkidéer. Inga underarter finns listade i Catalogue of Life.

## Bildgalleri

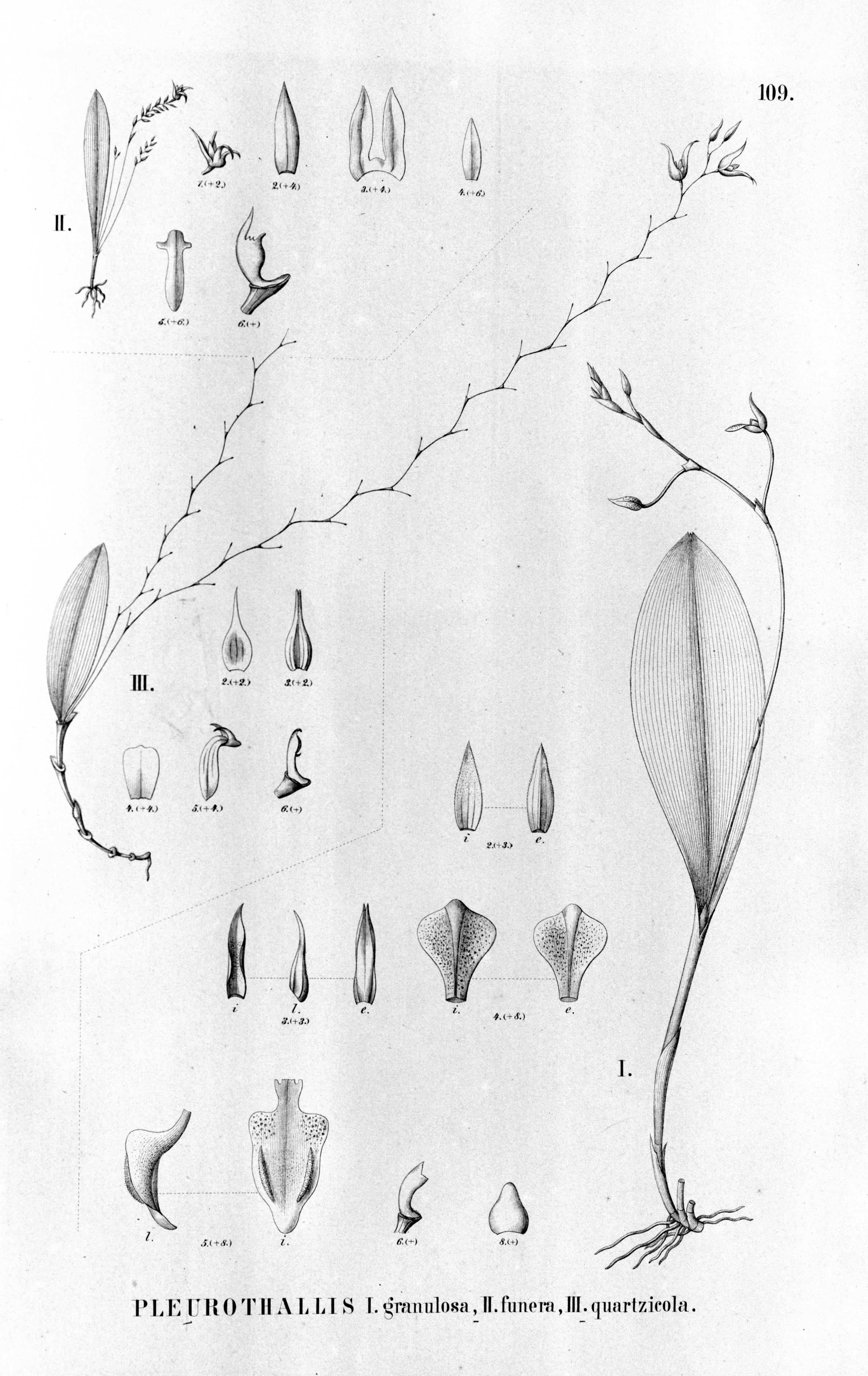
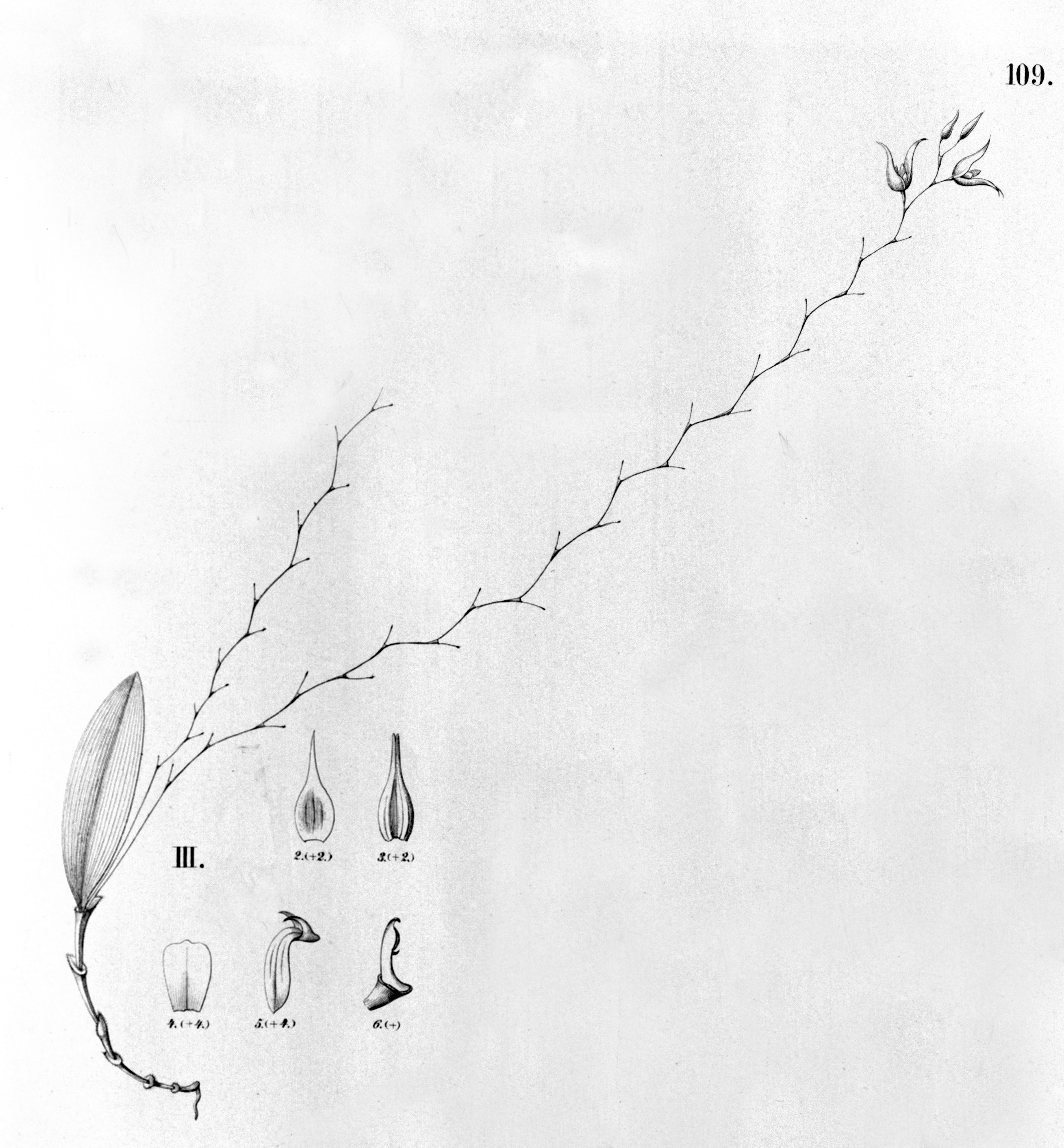
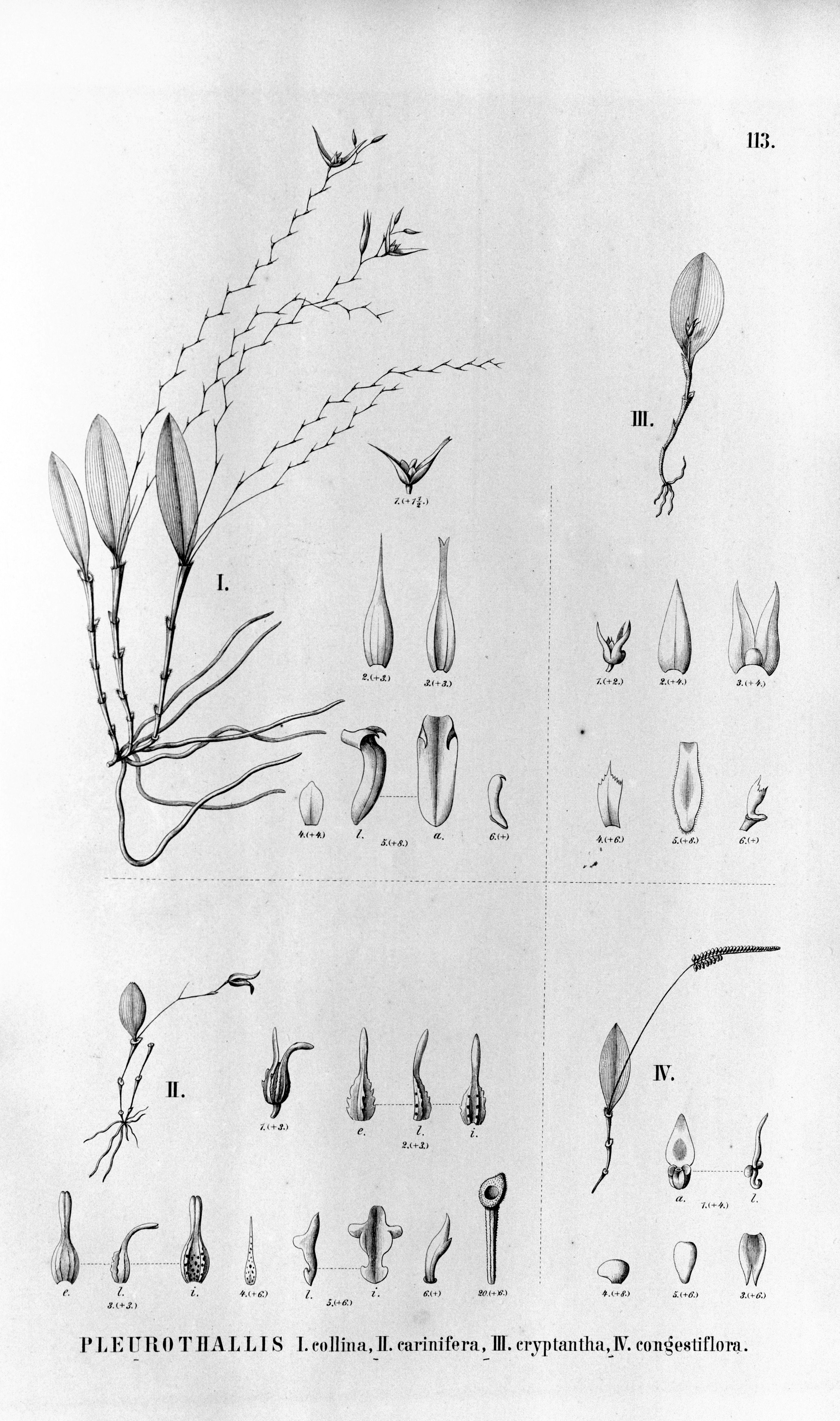